# Fotovoltaična elektrarna
Fotovoltaična elektrarna (tudi sončna elektrarna) je elektrarna, ki izkorišča obnovljivo sončno energijo za proizvodnjo električne energije. Veljajo za ekonomični, zanesljiv in enostaven vir električne energije, ki temelji na obnovljivemu viru - energiji Sonca. Ob naštetem pa ne gre spregledati povečanega tveganja za požar in njegove negativne posledice. 

## Delovanje
Elektrarna s pomočjo solarnih modulov pretvarja sončno sevanje v električni tok in jo nato posreduje preko električnega omrežja porabnikom. Pred posredovanjem elektrike je ta pretvorjena iz izmeničnega toka v enosmerni tok. Povprečna delovna doba elektrarne traja 30 let.
Sončne elektrarne delujejo samo podnevi, njihova učinkovitost je manjša tudi v oblačnem vremenu.
1. ↑  Aram, Monireh; Zhang, Xin; Qi, Dahai; Ko, Yoon (25. julij 2021). »A state-of-the-art review of fire safety of photovoltaic systems in buildings«. Journal of Cleaner Production. Zv. 308. str. 127239. doi:10.1016/j.jclepro.2021.127239. ISSN 0959-6526.